# Niemcowa (szczyt)
Niemcowa (963 m) – szczyt w Paśmie Radziejowej w Beskidzie Sądeckim.
Na niektórych mapach jako Niemcowa błędnie podawany jest szczyt Złotułki (zwany też Trześniowym Groniem) o wysokości 1001 m. Faktyczny szczyt Niemcowej znajduje się na grzbiecie odchodzącym od Wielkiego Rogacza poprzez Międzyradziejówki w północno-wschodnim kierunku w odległości 650 m na północ od Złotułek.
Niemcowa to mało wybitny szczyt. W północno-wschodnim kierunku do Kordowca ciągnie się od niej grzbiet, na którym znajduje się kilka polan. Kolejno od dołu do góry są to: Kordowiec, Poczekaj, Stos, polana Niemcowa i Kramarka. Spod szczytu Niemcowej w różnych kierunkach spływają dwa potoki: Młodowski Potok i Podskalnianka (dopływ Małej Roztoki). Pod szczytem Niemcowej znajduje się zarastająca polana Kramarka. Dawniej znajdowały się tutaj łąki, pola uprawne i zabudowania gospodarstw rolniczych. Po opuszczeniu ich przez ludzi tereny te stopniowo zarastają lasem.
Szczyt Niemcowa należy do miasta Piwniczna-Zdrój w województwie małopolskim, w powiecie nowosądeckim. Nazwą Niemcowa określa się również polanę znajdująca się na grzbiecie Niemcowa-Kordowiec.

## Chatka pod Niemcową
Niedaleko szczytu Niemcowej, na polanie Trześniowy Groń, znajduje się chatka studencka zwana „Chatką pod Niemcową”. Nazwa jest myląca, faktycznie bowiem chatka ta znajduje się nie pod szczytem Niemcowej, lecz Złotułek, czyli Trześniowego Gronia. Można do niej dojść od żółtego szlaku turystycznego z Piwnicznej (od szlaku 3 min), lub nieznakowaną drogą (10 min) od skrzyżowania szlaków pod Niemcową.

## Piesze szlaki turystyczne
Główny Szlak Beskidzki na odcinku Rytro – Niemcowa – Złotulki – Radziejowa (Główny Szlak Beskidzki). Czas przejścia z Rytra Na Niemcową – 2:30 h